# Villa tunisienne de Hyères
La villa tunisienne est une villa privée, située à Hyères, dans le département du Var.

## Historique
Construite à la fin du XIXe siècle, en 1884 par l'architecte Pierre Chapoulart, cette villa fut sa résidence durant une partie de sa vie, ainsi que son agence.

## Architecture
L'extérieur de la villa, qui est d'origine, conserve, par application des conventions stylistiques en la matière,  des arcs outrepassés, des merlons et des décors en polychromes de style néo-mauresque. Une autre réalisation par le même architecte est la Villa mauresque à Hyères.
On peut relever que les façades sur rue et sur jardin présentent de multiples modénatures de ciment moulé, rehaussées de polychromie et de carreaux de faïence.

## Protection
Ses façades, sa toiture et ses clôtures sur rue sont inscrites aux Monuments historiques depuis un arrêté du 1er septembre  1999.